# 史洪生
史洪生，毕业于鲁迅美术学院，硕士研究生学历，现任安徽建筑大学艺术研究院 、教授，安徽中山画院、副院长，著作有《九大美院培训最新教材》等。

## 主要作品
《九大美院培训最新教材》。
《印象博斯腾湖——人欢鱼跃冬捕忙》。

## 作品获奖

### 2025年
《苏域农兴锦绣画笺》入选＂首届中国乡土绘画作品展＂。
《丰收时节鱼虾满仓之八》入选第二届安徽省（鸠兹）小版画作品展。
作品荣获“大美新时代”——首届安徽省新文艺群体美术作品展优秀奖。

### 2024年
《共筑中国梦》入选第十四届全国美术作品展览版画展。
《印象博斯腾湖-人欢鱼跃冬捕忙》入选第十四届全国美术作品展览水彩、粉画展。
《古村集市》入选第五届“邮驿路 运河情”全国美术作品展。
入选“水色江南”第二届江苏小幅水彩（粉）画展。
荣获＂第十届江苏省水彩（粉）画作品展＂优秀奖。
作品入选2024安徽省水彩画作品展。

### 2023年
《同心协力-查干湖冬捕》入选时代群像——中国水彩人物画展览。
作品《风华正茂》荣获“扬州美术双年展——2022江苏美术写生作品展”优秀奖。

### 2022年
《风骨》入展全国新文艺群体美术作品展。
作品入展新时代颂·2022江苏美术摄影主题联展。
作品《城市的奠基者》荣获“第八届安徽美术大展水彩·粉画作品展”优秀提名。
作品《建筑工人》入展“新时代颂”2022江苏美术摄影主题联展（中共江苏省宣传部）。

## 人物经历
2022年8月，史洪生参加第十届中国当代版画文献展。

## 学术论文
2023年，《写意油画与写实油画在中国油画创作中的表现形式探究》发表于《天工》期刊。
2023年，《西方油画中的主观性色彩研究》发表于《中国民族博览》期刊。
2023年，《西方肖像的绘画语言分析》发表于《艺术市场》期刊。
2023年，《油画创作中的色彩语言研究》发表于《美化生活》期刊。